# Andrée Chedid
Andrée Chedid (in arabo أندريه شديد‎?) (Il Cairo, 20 marzo 1920 – Parigi, 6 febbraio 2011) è stata una poetessa e scrittrice egiziana naturalizzata francese.

## Biografia
Nata da genitori libanesi, sognava di fare la ballerina ma a 21 anni sposò uno studente in medicina da cui ebbe due figli: il cantante Luis Chedid e la pittrice Michèle Chedid-Koltz, famosa presso il ducato di Lussemburgo.

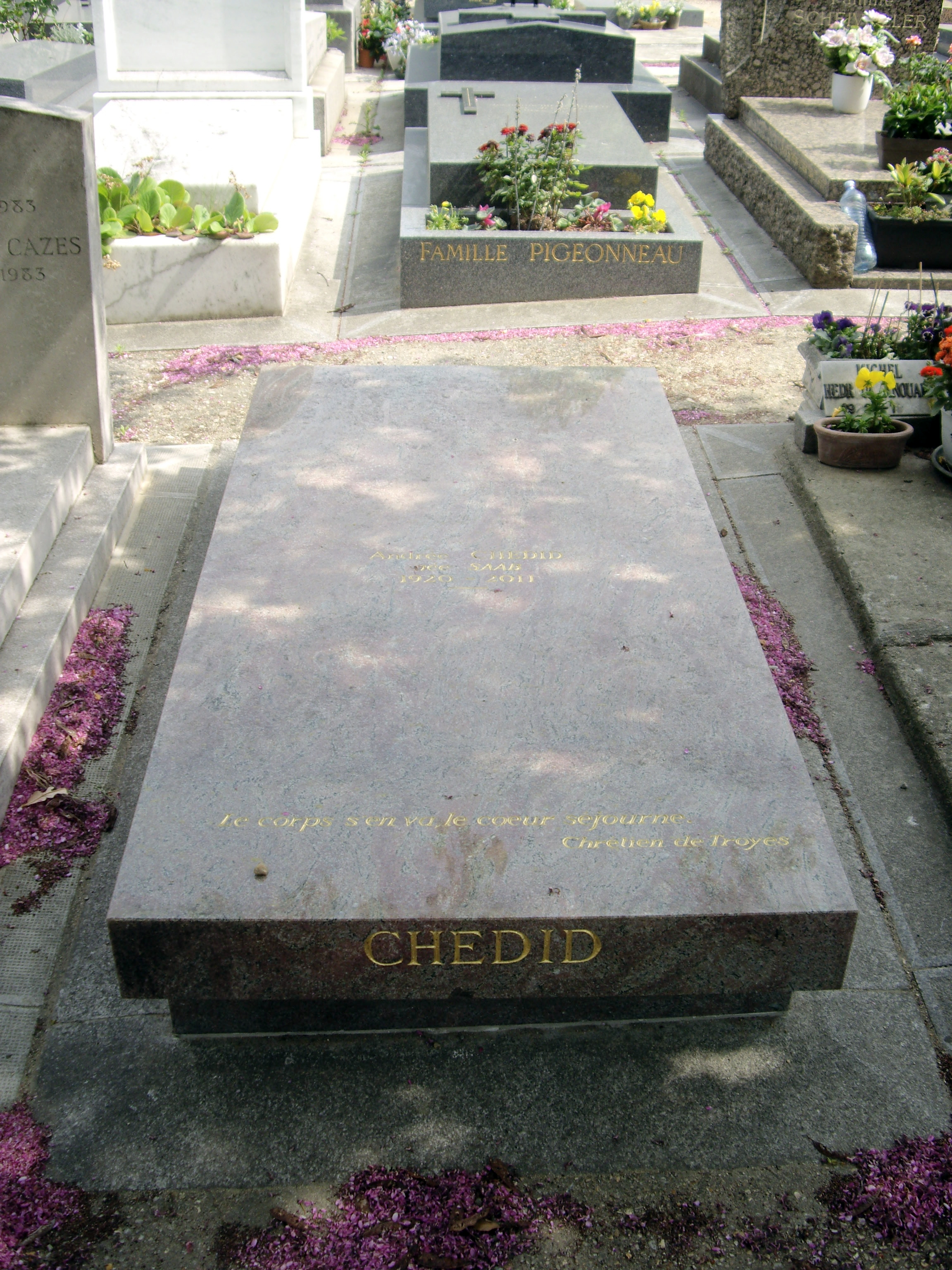
La tomba della poetessa situata nel cimitero di Montparnasse

Da giovane ha studiato presso scuole francesi, successivamente si è laureata presso l'Università Americana del Cairo. Torna nella sua terra d'origine con suo marito nel 1942 ma già nel 1946 la lascia per trasferirsi definitivamente a Parigi dove comincia a pubblicare le sue raccolte di poesie.
La sua opera è caratterizzata da una continua interrogazione sulla condizione umana e sui legami fra l'uomo e il mondo. Dalle sue pagine traspirano la sensualità e i profumi dell'Oriente ma anche il dolore che lei prova parlando della guerra che strazia il "suo" Libano.
Nel 1994 l'Académie française le conferisce il Grand Prix de littérature Paul Morand
È morta nel 2011 all'età di 90 anni.

## Opere

### Poesia
- Textes pour le vivant (1953)
- Textes pour un poème (1949-1970, 1987)
- Poèmes pour un texte (1991)

### Racconti
- Le cœur et le Temps (1976)
- Lubies (1979)
- L'autre (1981), da cui è stato tratto il film del regista Bernard Giraudeau
- Le cœur suspendu (1981)
- Mon ami, mon frère (1982)
- L'Étrange Mariée (1983)
- Derrière les visages (1984)
- Grammaire en fête (1984)
- Le Survivant (1987)
- Les manèges de la vie (1989)
- L'enfant multiple (1989)
- Les métamorphoses de Batine (1994)

### Romanzi e novelle
- Le sommeil délivré (1952)
- Jonathan (1955)
- L'autre (1969), "L'altro" (2010), Edizioni Saecula
- La Cité fertile (1972)
- Le Sixième Jour (1960), da cui è tratto il film omonimo del 1986 del regista Youssef Chahine.
- Le Survivant (1963).
- L'étroite Peau (1965)
- Nefertiti et le rêve d'Akhnaton (1974)
- Les Corps et le Temps (1979)
- Les marches de sable (1981)
- La maison sans racines (1985)
- L'après-midi du majordome (1988)
- La balade des siècles (1988)
- À la mort, à la vie (1992)
- Les saisons de passage (1996)
- La femme de Job (1993)
- L'enfant des manèges
- Le Message (2000)
- Petite terre, Vaste rêve (2002)
- La Chèvre du Liban (?)
- L'écharpe (?)

### Teatro
- Bérénice d'Égypte, Les Nombres, Le Montreur (1981)
- Échec à la reine, Le Personnage (1984)